# Sui generis
Sui generis (letteralmente: di un genere suo proprio) è una locuzione latina in uso nella lingua italiana.
Viene usata per indicare l'atipicità di un soggetto, un fatto, un oggetto, un atteggiamento, che si distingue per via delle sue caratteristiche singolari, particolari, strane e non facilmente definibili. 